# Болгарська тема
Болга́рська те́ма — тема в шаховій композиції. Суть теми — вибір білими батарей для оголошення матів і захисту свого короля від шахів, на які в початковій позиції у білих немає відповіді.

## Історія
В початковій позиції на шахи білому королю, при умові чергового ходу чорних, в білих немає ходу, який би парирував ці шахи з оголошенням мату чорному королю. Білі в спробах створюють батареї, які, крім однієї, спростовуються чорними, тобто проходить вибір батареї.
Ця ідея з 1956 року активно розроблялася болгарськими проблемістами, звідки й дістала назву — болгарська тема.
|   | a | b | c | d | e | f | g | h |   |
| 8 | f8 білий ферзь · d7 чорний пішак · h7 чорний слон · c6 білий кінь · d6 білий король · e6 білий кінь · g6 чорний пішак · h6 чорний слон · g5 чорний пішак · a4 чорний кінь · c4 чорний пішак · e4 чорний король · f3 біла тура · h3 білий слон · e2 білий пішак · f2 білий пішак · c1 чорний ферзь · f1 чорна тура | f8 білий ферзь · d7 чорний пішак · h7 чорний слон · c6 білий кінь · d6 білий король · e6 білий кінь · g6 чорний пішак · h6 чорний слон · g5 чорний пішак · a4 чорний кінь · c4 чорний пішак · e4 чорний король · f3 біла тура · h3 білий слон · e2 білий пішак · f2 білий пішак · c1 чорний ферзь · f1 чорна тура | f8 білий ферзь · d7 чорний пішак · h7 чорний слон · c6 білий кінь · d6 білий король · e6 білий кінь · g6 чорний пішак · h6 чорний слон · g5 чорний пішак · a4 чорний кінь · c4 чорний пішак · e4 чорний король · f3 біла тура · h3 білий слон · e2 білий пішак · f2 білий пішак · c1 чорний ферзь · f1 чорна тура | f8 білий ферзь · d7 чорний пішак · h7 чорний слон · c6 білий кінь · d6 білий король · e6 білий кінь · g6 чорний пішак · h6 чорний слон · g5 чорний пішак · a4 чорний кінь · c4 чорний пішак · e4 чорний король · f3 біла тура · h3 білий слон · e2 білий пішак · f2 білий пішак · c1 чорний ферзь · f1 чорна тура | f8 білий ферзь · d7 чорний пішак · h7 чорний слон · c6 білий кінь · d6 білий король · e6 білий кінь · g6 чорний пішак · h6 чорний слон · g5 чорний пішак · a4 чорний кінь · c4 чорний пішак · e4 чорний король · f3 біла тура · h3 білий слон · e2 білий пішак · f2 білий пішак · c1 чорний ферзь · f1 чорна тура | f8 білий ферзь · d7 чорний пішак · h7 чорний слон · c6 білий кінь · d6 білий король · e6 білий кінь · g6 чорний пішак · h6 чорний слон · g5 чорний пішак · a4 чорний кінь · c4 чорний пішак · e4 чорний король · f3 біла тура · h3 білий слон · e2 білий пішак · f2 білий пішак · c1 чорний ферзь · f1 чорна тура | f8 білий ферзь · d7 чорний пішак · h7 чорний слон · c6 білий кінь · d6 білий король · e6 білий кінь · g6 чорний пішак · h6 чорний слон · g5 чорний пішак · a4 чорний кінь · c4 чорний пішак · e4 чорний король · f3 біла тура · h3 білий слон · e2 білий пішак · f2 білий пішак · c1 чорний ферзь · f1 чорна тура | f8 білий ферзь · d7 чорний пішак · h7 чорний слон · c6 білий кінь · d6 білий король · e6 білий кінь · g6 чорний пішак · h6 чорний слон · g5 чорний пішак · a4 чорний кінь · c4 чорний пішак · e4 чорний король · f3 біла тура · h3 білий слон · e2 білий пішак · f2 білий пішак · c1 чорний ферзь · f1 чорна тура | 8 |
| 7 | f8 білий ферзь · d7 чорний пішак · h7 чорний слон · c6 білий кінь · d6 білий король · e6 білий кінь · g6 чорний пішак · h6 чорний слон · g5 чорний пішак · a4 чорний кінь · c4 чорний пішак · e4 чорний король · f3 біла тура · h3 білий слон · e2 білий пішак · f2 білий пішак · c1 чорний ферзь · f1 чорна тура | f8 білий ферзь · d7 чорний пішак · h7 чорний слон · c6 білий кінь · d6 білий король · e6 білий кінь · g6 чорний пішак · h6 чорний слон · g5 чорний пішак · a4 чорний кінь · c4 чорний пішак · e4 чорний король · f3 біла тура · h3 білий слон · e2 білий пішак · f2 білий пішак · c1 чорний ферзь · f1 чорна тура | f8 білий ферзь · d7 чорний пішак · h7 чорний слон · c6 білий кінь · d6 білий король · e6 білий кінь · g6 чорний пішак · h6 чорний слон · g5 чорний пішак · a4 чорний кінь · c4 чорний пішак · e4 чорний король · f3 біла тура · h3 білий слон · e2 білий пішак · f2 білий пішак · c1 чорний ферзь · f1 чорна тура | f8 білий ферзь · d7 чорний пішак · h7 чорний слон · c6 білий кінь · d6 білий король · e6 білий кінь · g6 чорний пішак · h6 чорний слон · g5 чорний пішак · a4 чорний кінь · c4 чорний пішак · e4 чорний король · f3 біла тура · h3 білий слон · e2 білий пішак · f2 білий пішак · c1 чорний ферзь · f1 чорна тура | f8 білий ферзь · d7 чорний пішак · h7 чорний слон · c6 білий кінь · d6 білий король · e6 білий кінь · g6 чорний пішак · h6 чорний слон · g5 чорний пішак · a4 чорний кінь · c4 чорний пішак · e4 чорний король · f3 біла тура · h3 білий слон · e2 білий пішак · f2 білий пішак · c1 чорний ферзь · f1 чорна тура | f8 білий ферзь · d7 чорний пішак · h7 чорний слон · c6 білий кінь · d6 білий король · e6 білий кінь · g6 чорний пішак · h6 чорний слон · g5 чорний пішак · a4 чорний кінь · c4 чорний пішак · e4 чорний король · f3 біла тура · h3 білий слон · e2 білий пішак · f2 білий пішак · c1 чорний ферзь · f1 чорна тура | f8 білий ферзь · d7 чорний пішак · h7 чорний слон · c6 білий кінь · d6 білий король · e6 білий кінь · g6 чорний пішак · h6 чорний слон · g5 чорний пішак · a4 чорний кінь · c4 чорний пішак · e4 чорний король · f3 біла тура · h3 білий слон · e2 білий пішак · f2 білий пішак · c1 чорний ферзь · f1 чорна тура | f8 білий ферзь · d7 чорний пішак · h7 чорний слон · c6 білий кінь · d6 білий король · e6 білий кінь · g6 чорний пішак · h6 чорний слон · g5 чорний пішак · a4 чорний кінь · c4 чорний пішак · e4 чорний король · f3 біла тура · h3 білий слон · e2 білий пішак · f2 білий пішак · c1 чорний ферзь · f1 чорна тура | 7 |
| 6 | f8 білий ферзь · d7 чорний пішак · h7 чорний слон · c6 білий кінь · d6 білий король · e6 білий кінь · g6 чорний пішак · h6 чорний слон · g5 чорний пішак · a4 чорний кінь · c4 чорний пішак · e4 чорний король · f3 біла тура · h3 білий слон · e2 білий пішак · f2 білий пішак · c1 чорний ферзь · f1 чорна тура | f8 білий ферзь · d7 чорний пішак · h7 чорний слон · c6 білий кінь · d6 білий король · e6 білий кінь · g6 чорний пішак · h6 чорний слон · g5 чорний пішак · a4 чорний кінь · c4 чорний пішак · e4 чорний король · f3 біла тура · h3 білий слон · e2 білий пішак · f2 білий пішак · c1 чорний ферзь · f1 чорна тура | f8 білий ферзь · d7 чорний пішак · h7 чорний слон · c6 білий кінь · d6 білий король · e6 білий кінь · g6 чорний пішак · h6 чорний слон · g5 чорний пішак · a4 чорний кінь · c4 чорний пішак · e4 чорний король · f3 біла тура · h3 білий слон · e2 білий пішак · f2 білий пішак · c1 чорний ферзь · f1 чорна тура | f8 білий ферзь · d7 чорний пішак · h7 чорний слон · c6 білий кінь · d6 білий король · e6 білий кінь · g6 чорний пішак · h6 чорний слон · g5 чорний пішак · a4 чорний кінь · c4 чорний пішак · e4 чорний король · f3 біла тура · h3 білий слон · e2 білий пішак · f2 білий пішак · c1 чорний ферзь · f1 чорна тура | f8 білий ферзь · d7 чорний пішак · h7 чорний слон · c6 білий кінь · d6 білий король · e6 білий кінь · g6 чорний пішак · h6 чорний слон · g5 чорний пішак · a4 чорний кінь · c4 чорний пішак · e4 чорний король · f3 біла тура · h3 білий слон · e2 білий пішак · f2 білий пішак · c1 чорний ферзь · f1 чорна тура | f8 білий ферзь · d7 чорний пішак · h7 чорний слон · c6 білий кінь · d6 білий король · e6 білий кінь · g6 чорний пішак · h6 чорний слон · g5 чорний пішак · a4 чорний кінь · c4 чорний пішак · e4 чорний король · f3 біла тура · h3 білий слон · e2 білий пішак · f2 білий пішак · c1 чорний ферзь · f1 чорна тура | f8 білий ферзь · d7 чорний пішак · h7 чорний слон · c6 білий кінь · d6 білий король · e6 білий кінь · g6 чорний пішак · h6 чорний слон · g5 чорний пішак · a4 чорний кінь · c4 чорний пішак · e4 чорний король · f3 біла тура · h3 білий слон · e2 білий пішак · f2 білий пішак · c1 чорний ферзь · f1 чорна тура | f8 білий ферзь · d7 чорний пішак · h7 чорний слон · c6 білий кінь · d6 білий король · e6 білий кінь · g6 чорний пішак · h6 чорний слон · g5 чорний пішак · a4 чорний кінь · c4 чорний пішак · e4 чорний король · f3 біла тура · h3 білий слон · e2 білий пішак · f2 білий пішак · c1 чорний ферзь · f1 чорна тура | 6 |
| 5 | f8 білий ферзь · d7 чорний пішак · h7 чорний слон · c6 білий кінь · d6 білий король · e6 білий кінь · g6 чорний пішак · h6 чорний слон · g5 чорний пішак · a4 чорний кінь · c4 чорний пішак · e4 чорний король · f3 біла тура · h3 білий слон · e2 білий пішак · f2 білий пішак · c1 чорний ферзь · f1 чорна тура | f8 білий ферзь · d7 чорний пішак · h7 чорний слон · c6 білий кінь · d6 білий король · e6 білий кінь · g6 чорний пішак · h6 чорний слон · g5 чорний пішак · a4 чорний кінь · c4 чорний пішак · e4 чорний король · f3 біла тура · h3 білий слон · e2 білий пішак · f2 білий пішак · c1 чорний ферзь · f1 чорна тура | f8 білий ферзь · d7 чорний пішак · h7 чорний слон · c6 білий кінь · d6 білий король · e6 білий кінь · g6 чорний пішак · h6 чорний слон · g5 чорний пішак · a4 чорний кінь · c4 чорний пішак · e4 чорний король · f3 біла тура · h3 білий слон · e2 білий пішак · f2 білий пішак · c1 чорний ферзь · f1 чорна тура | f8 білий ферзь · d7 чорний пішак · h7 чорний слон · c6 білий кінь · d6 білий король · e6 білий кінь · g6 чорний пішак · h6 чорний слон · g5 чорний пішак · a4 чорний кінь · c4 чорний пішак · e4 чорний король · f3 біла тура · h3 білий слон · e2 білий пішак · f2 білий пішак · c1 чорний ферзь · f1 чорна тура | f8 білий ферзь · d7 чорний пішак · h7 чорний слон · c6 білий кінь · d6 білий король · e6 білий кінь · g6 чорний пішак · h6 чорний слон · g5 чорний пішак · a4 чорний кінь · c4 чорний пішак · e4 чорний король · f3 біла тура · h3 білий слон · e2 білий пішак · f2 білий пішак · c1 чорний ферзь · f1 чорна тура | f8 білий ферзь · d7 чорний пішак · h7 чорний слон · c6 білий кінь · d6 білий король · e6 білий кінь · g6 чорний пішак · h6 чорний слон · g5 чорний пішак · a4 чорний кінь · c4 чорний пішак · e4 чорний король · f3 біла тура · h3 білий слон · e2 білий пішак · f2 білий пішак · c1 чорний ферзь · f1 чорна тура | f8 білий ферзь · d7 чорний пішак · h7 чорний слон · c6 білий кінь · d6 білий король · e6 білий кінь · g6 чорний пішак · h6 чорний слон · g5 чорний пішак · a4 чорний кінь · c4 чорний пішак · e4 чорний король · f3 біла тура · h3 білий слон · e2 білий пішак · f2 білий пішак · c1 чорний ферзь · f1 чорна тура | f8 білий ферзь · d7 чорний пішак · h7 чорний слон · c6 білий кінь · d6 білий король · e6 білий кінь · g6 чорний пішак · h6 чорний слон · g5 чорний пішак · a4 чорний кінь · c4 чорний пішак · e4 чорний король · f3 біла тура · h3 білий слон · e2 білий пішак · f2 білий пішак · c1 чорний ферзь · f1 чорна тура | 5 |
| 4 | f8 білий ферзь · d7 чорний пішак · h7 чорний слон · c6 білий кінь · d6 білий король · e6 білий кінь · g6 чорний пішак · h6 чорний слон · g5 чорний пішак · a4 чорний кінь · c4 чорний пішак · e4 чорний король · f3 біла тура · h3 білий слон · e2 білий пішак · f2 білий пішак · c1 чорний ферзь · f1 чорна тура | f8 білий ферзь · d7 чорний пішак · h7 чорний слон · c6 білий кінь · d6 білий король · e6 білий кінь · g6 чорний пішак · h6 чорний слон · g5 чорний пішак · a4 чорний кінь · c4 чорний пішак · e4 чорний король · f3 біла тура · h3 білий слон · e2 білий пішак · f2 білий пішак · c1 чорний ферзь · f1 чорна тура | f8 білий ферзь · d7 чорний пішак · h7 чорний слон · c6 білий кінь · d6 білий король · e6 білий кінь · g6 чорний пішак · h6 чорний слон · g5 чорний пішак · a4 чорний кінь · c4 чорний пішак · e4 чорний король · f3 біла тура · h3 білий слон · e2 білий пішак · f2 білий пішак · c1 чорний ферзь · f1 чорна тура | f8 білий ферзь · d7 чорний пішак · h7 чорний слон · c6 білий кінь · d6 білий король · e6 білий кінь · g6 чорний пішак · h6 чорний слон · g5 чорний пішак · a4 чорний кінь · c4 чорний пішак · e4 чорний король · f3 біла тура · h3 білий слон · e2 білий пішак · f2 білий пішак · c1 чорний ферзь · f1 чорна тура | f8 білий ферзь · d7 чорний пішак · h7 чорний слон · c6 білий кінь · d6 білий король · e6 білий кінь · g6 чорний пішак · h6 чорний слон · g5 чорний пішак · a4 чорний кінь · c4 чорний пішак · e4 чорний король · f3 біла тура · h3 білий слон · e2 білий пішак · f2 білий пішак · c1 чорний ферзь · f1 чорна тура | f8 білий ферзь · d7 чорний пішак · h7 чорний слон · c6 білий кінь · d6 білий король · e6 білий кінь · g6 чорний пішак · h6 чорний слон · g5 чорний пішак · a4 чорний кінь · c4 чорний пішак · e4 чорний король · f3 біла тура · h3 білий слон · e2 білий пішак · f2 білий пішак · c1 чорний ферзь · f1 чорна тура | f8 білий ферзь · d7 чорний пішак · h7 чорний слон · c6 білий кінь · d6 білий король · e6 білий кінь · g6 чорний пішак · h6 чорний слон · g5 чорний пішак · a4 чорний кінь · c4 чорний пішак · e4 чорний король · f3 біла тура · h3 білий слон · e2 білий пішак · f2 білий пішак · c1 чорний ферзь · f1 чорна тура | f8 білий ферзь · d7 чорний пішак · h7 чорний слон · c6 білий кінь · d6 білий король · e6 білий кінь · g6 чорний пішак · h6 чорний слон · g5 чорний пішак · a4 чорний кінь · c4 чорний пішак · e4 чорний король · f3 біла тура · h3 білий слон · e2 білий пішак · f2 білий пішак · c1 чорний ферзь · f1 чорна тура | 4 |
| 3 | f8 білий ферзь · d7 чорний пішак · h7 чорний слон · c6 білий кінь · d6 білий король · e6 білий кінь · g6 чорний пішак · h6 чорний слон · g5 чорний пішак · a4 чорний кінь · c4 чорний пішак · e4 чорний король · f3 біла тура · h3 білий слон · e2 білий пішак · f2 білий пішак · c1 чорний ферзь · f1 чорна тура | f8 білий ферзь · d7 чорний пішак · h7 чорний слон · c6 білий кінь · d6 білий король · e6 білий кінь · g6 чорний пішак · h6 чорний слон · g5 чорний пішак · a4 чорний кінь · c4 чорний пішак · e4 чорний король · f3 біла тура · h3 білий слон · e2 білий пішак · f2 білий пішак · c1 чорний ферзь · f1 чорна тура | f8 білий ферзь · d7 чорний пішак · h7 чорний слон · c6 білий кінь · d6 білий король · e6 білий кінь · g6 чорний пішак · h6 чорний слон · g5 чорний пішак · a4 чорний кінь · c4 чорний пішак · e4 чорний король · f3 біла тура · h3 білий слон · e2 білий пішак · f2 білий пішак · c1 чорний ферзь · f1 чорна тура | f8 білий ферзь · d7 чорний пішак · h7 чорний слон · c6 білий кінь · d6 білий король · e6 білий кінь · g6 чорний пішак · h6 чорний слон · g5 чорний пішак · a4 чорний кінь · c4 чорний пішак · e4 чорний король · f3 біла тура · h3 білий слон · e2 білий пішак · f2 білий пішак · c1 чорний ферзь · f1 чорна тура | f8 білий ферзь · d7 чорний пішак · h7 чорний слон · c6 білий кінь · d6 білий король · e6 білий кінь · g6 чорний пішак · h6 чорний слон · g5 чорний пішак · a4 чорний кінь · c4 чорний пішак · e4 чорний король · f3 біла тура · h3 білий слон · e2 білий пішак · f2 білий пішак · c1 чорний ферзь · f1 чорна тура | f8 білий ферзь · d7 чорний пішак · h7 чорний слон · c6 білий кінь · d6 білий король · e6 білий кінь · g6 чорний пішак · h6 чорний слон · g5 чорний пішак · a4 чорний кінь · c4 чорний пішак · e4 чорний король · f3 біла тура · h3 білий слон · e2 білий пішак · f2 білий пішак · c1 чорний ферзь · f1 чорна тура | f8 білий ферзь · d7 чорний пішак · h7 чорний слон · c6 білий кінь · d6 білий король · e6 білий кінь · g6 чорний пішак · h6 чорний слон · g5 чорний пішак · a4 чорний кінь · c4 чорний пішак · e4 чорний король · f3 біла тура · h3 білий слон · e2 білий пішак · f2 білий пішак · c1 чорний ферзь · f1 чорна тура | f8 білий ферзь · d7 чорний пішак · h7 чорний слон · c6 білий кінь · d6 білий король · e6 білий кінь · g6 чорний пішак · h6 чорний слон · g5 чорний пішак · a4 чорний кінь · c4 чорний пішак · e4 чорний король · f3 біла тура · h3 білий слон · e2 білий пішак · f2 білий пішак · c1 чорний ферзь · f1 чорна тура | 3 |
| 2 | f8 білий ферзь · d7 чорний пішак · h7 чорний слон · c6 білий кінь · d6 білий король · e6 білий кінь · g6 чорний пішак · h6 чорний слон · g5 чорний пішак · a4 чорний кінь · c4 чорний пішак · e4 чорний король · f3 біла тура · h3 білий слон · e2 білий пішак · f2 білий пішак · c1 чорний ферзь · f1 чорна тура | f8 білий ферзь · d7 чорний пішак · h7 чорний слон · c6 білий кінь · d6 білий король · e6 білий кінь · g6 чорний пішак · h6 чорний слон · g5 чорний пішак · a4 чорний кінь · c4 чорний пішак · e4 чорний король · f3 біла тура · h3 білий слон · e2 білий пішак · f2 білий пішак · c1 чорний ферзь · f1 чорна тура | f8 білий ферзь · d7 чорний пішак · h7 чорний слон · c6 білий кінь · d6 білий король · e6 білий кінь · g6 чорний пішак · h6 чорний слон · g5 чорний пішак · a4 чорний кінь · c4 чорний пішак · e4 чорний король · f3 біла тура · h3 білий слон · e2 білий пішак · f2 білий пішак · c1 чорний ферзь · f1 чорна тура | f8 білий ферзь · d7 чорний пішак · h7 чорний слон · c6 білий кінь · d6 білий король · e6 білий кінь · g6 чорний пішак · h6 чорний слон · g5 чорний пішак · a4 чорний кінь · c4 чорний пішак · e4 чорний король · f3 біла тура · h3 білий слон · e2 білий пішак · f2 білий пішак · c1 чорний ферзь · f1 чорна тура | f8 білий ферзь · d7 чорний пішак · h7 чорний слон · c6 білий кінь · d6 білий король · e6 білий кінь · g6 чорний пішак · h6 чорний слон · g5 чорний пішак · a4 чорний кінь · c4 чорний пішак · e4 чорний король · f3 біла тура · h3 білий слон · e2 білий пішак · f2 білий пішак · c1 чорний ферзь · f1 чорна тура | f8 білий ферзь · d7 чорний пішак · h7 чорний слон · c6 білий кінь · d6 білий король · e6 білий кінь · g6 чорний пішак · h6 чорний слон · g5 чорний пішак · a4 чорний кінь · c4 чорний пішак · e4 чорний король · f3 біла тура · h3 білий слон · e2 білий пішак · f2 білий пішак · c1 чорний ферзь · f1 чорна тура | f8 білий ферзь · d7 чорний пішак · h7 чорний слон · c6 білий кінь · d6 білий король · e6 білий кінь · g6 чорний пішак · h6 чорний слон · g5 чорний пішак · a4 чорний кінь · c4 чорний пішак · e4 чорний король · f3 біла тура · h3 білий слон · e2 білий пішак · f2 білий пішак · c1 чорний ферзь · f1 чорна тура | f8 білий ферзь · d7 чорний пішак · h7 чорний слон · c6 білий кінь · d6 білий король · e6 білий кінь · g6 чорний пішак · h6 чорний слон · g5 чорний пішак · a4 чорний кінь · c4 чорний пішак · e4 чорний король · f3 біла тура · h3 білий слон · e2 білий пішак · f2 білий пішак · c1 чорний ферзь · f1 чорна тура | 2 |
| 1 | f8 білий ферзь · d7 чорний пішак · h7 чорний слон · c6 білий кінь · d6 білий король · e6 білий кінь · g6 чорний пішак · h6 чорний слон · g5 чорний пішак · a4 чорний кінь · c4 чорний пішак · e4 чорний король · f3 біла тура · h3 білий слон · e2 білий пішак · f2 білий пішак · c1 чорний ферзь · f1 чорна тура | f8 білий ферзь · d7 чорний пішак · h7 чорний слон · c6 білий кінь · d6 білий король · e6 білий кінь · g6 чорний пішак · h6 чорний слон · g5 чорний пішак · a4 чорний кінь · c4 чорний пішак · e4 чорний король · f3 біла тура · h3 білий слон · e2 білий пішак · f2 білий пішак · c1 чорний ферзь · f1 чорна тура | f8 білий ферзь · d7 чорний пішак · h7 чорний слон · c6 білий кінь · d6 білий король · e6 білий кінь · g6 чорний пішак · h6 чорний слон · g5 чорний пішак · a4 чорний кінь · c4 чорний пішак · e4 чорний король · f3 біла тура · h3 білий слон · e2 білий пішак · f2 білий пішак · c1 чорний ферзь · f1 чорна тура | f8 білий ферзь · d7 чорний пішак · h7 чорний слон · c6 білий кінь · d6 білий король · e6 білий кінь · g6 чорний пішак · h6 чорний слон · g5 чорний пішак · a4 чорний кінь · c4 чорний пішак · e4 чорний король · f3 біла тура · h3 білий слон · e2 білий пішак · f2 білий пішак · c1 чорний ферзь · f1 чорна тура | f8 білий ферзь · d7 чорний пішак · h7 чорний слон · c6 білий кінь · d6 білий король · e6 білий кінь · g6 чорний пішак · h6 чорний слон · g5 чорний пішак · a4 чорний кінь · c4 чорний пішак · e4 чорний король · f3 біла тура · h3 білий слон · e2 білий пішак · f2 білий пішак · c1 чорний ферзь · f1 чорна тура | f8 білий ферзь · d7 чорний пішак · h7 чорний слон · c6 білий кінь · d6 білий король · e6 білий кінь · g6 чорний пішак · h6 чорний слон · g5 чорний пішак · a4 чорний кінь · c4 чорний пішак · e4 чорний король · f3 біла тура · h3 білий слон · e2 білий пішак · f2 білий пішак · c1 чорний ферзь · f1 чорна тура | f8 білий ферзь · d7 чорний пішак · h7 чорний слон · c6 білий кінь · d6 білий король · e6 білий кінь · g6 чорний пішак · h6 чорний слон · g5 чорний пішак · a4 чорний кінь · c4 чорний пішак · e4 чорний король · f3 біла тура · h3 білий слон · e2 білий пішак · f2 білий пішак · c1 чорний ферзь · f1 чорна тура | f8 білий ферзь · d7 чорний пішак · h7 чорний слон · c6 білий кінь · d6 білий король · e6 білий кінь · g6 чорний пішак · h6 чорний слон · g5 чорний пішак · a4 чорний кінь · c4 чорний пішак · e4 чорний король · f3 біла тура · h3 білий слон · e2 білий пішак · f2 білий пішак · c1 чорний ферзь · f1 чорна тура | 1 |
|   | a | b | c | d | e | f | g | h |   |

FEN: 5Q2/3p3b/2NKN1pb/6p1/n1p1k3/5R1B/4PP2/2q2r2
1. ... Qa3+, Qd2+, Qf4+, Bxf8+ 2. ???
1. Bg2? 1. ... Rxf2!     1. Qa8?, 1. ... de!
1. Qe8! ~ 2. Se~ #
1. ... Qa3+ 2. Sc5#
1. ... Qd2+ 2. Sd4#
1. ... Qf4+  2. Sxf4#
1. ... Bf8+ 2. Qxf8#
В початковій позиції на шахи чорним ферзем білому королю в білих немає відповідей з оголошенням мату чорному королю. Білі двічі роблять спроби створити батарею, але в чорних знаходяться спростування. В дійсній грі грає батарея, на всі варіанти, в тому числі і тематичні з шахами білому королю в білих є контргра.